# 飞行品质
飞行品质从飞机的稳定性和操纵特性研究飞行员操纵飞机完成特定任务的难易程度。飞行品质与飞行性能、飞机系统共同组成飞行试验的三大分支。目前常用Cooper-Harper试飞员评分标准通过试飞进行主观评价。在设计阶段，可参照飞行品质规范通过飞机各模态的参数大致预测飞机的飞行品质。